# Nesset

Wappen von Nesset

Nesset war eine Kommune im norwegischen Fylke Møre og Romsdal. Das Verwaltungszentrum der Kommune war Eidsvåg. Im Zuge der Kommunalreform in Norwegen wurden Nesset und Midsund zum 1. Januar 2020 mit Molde, dem Verwaltungszentrum des Fylke, zusammengelegt.

## Geographie
Nesset dehnte sich von Nord bis Süd über den dazugehörenden Tingvollfjorden um 57,6 und von Ost nach West um 54,9 Kilometer aus. Auf einer Fläche von 1048 km² lebten 2956 Einwohner (Stand: 1. Januar 2019). Die Kommunennummer war 1543.
Nachbarkommunen von Nesset waren Gjemnes, Molde, Rauma, Sunndal, Tingvoll und im benachbarten Fylke Oppland (2020 Teil von Innlandet geworden) die Kommune Lesja.